# Gomer Brunius
Gomer Brunius, född 1748, död 1819 i Tanums socken i Bohuslän, var en svensk präst, son till den till Sverige invandrade danske medborgaren Paul Brune.
Gomer Brunius prästvigdes 1771. Under åren 1772 till 1778 gjorde Brunius, som skeppspräst, tre resor till Kina med Svenska Ostindiska Companiet. Brunius utsågs till kyrkoherde i Tanums socken från 1779; han förblev socknen trogen till sin död. 
Det finns många berättelser i Tanum om Brunius. Det sägs att han alltid predikade iförd frack. Hans stora intresse för jordbruk gjorde att prästgårdens uppodlade areal avsevärt utökades under hans ledning. Han påstås även vara Bohusläns förste potatisodlare. Gomer Brunius intresse för och driftighet inom jordbruket gjorde att han köpte Mjölkeröds gård, en av socknens största gårdar. Där anlade han ett tegelbruk. Kyrkobyggnaden och dess skötsel intresserade honom dock inte lika mycket. Kyrkan förföll så till den grad att den efter hans död fick rivas och ersättas av en ny.
Gomer Brunius gifte sig 1778 med Mariana Rodhe (1755–1839), dotter till Peter Olof Rodhe och Elsa D. Walcke. De fick tolv barn, däribland den blivande professorn i grekiska Carl Georg Brunius, som i motsats till sin far ägnade sitt huvudsakliga intresse åt kyrkobyggnader, och direktören J.N. Brunius, gift med författarinnan Louise Brunius.
Brunius avled av skador efter en ridolycka.